# Yuanqu xuan
Yuanqu xuan 元曲选 (Gesammelte Yuan-Arien) ist eine Yuanqu 元曲-Sammlung von einhundert Zaju (Wade-Giles: tsa-chü; d. h. den Stücken des Zaju-Theaters) überwiegend aus der Zeit der Yuan-Dynastie (d. h. der Zeit der Mongolen-Herrschaft in China), die von Zang Maoxun 臧懋循 (gest. 1621) in der Zeit der Ming-Dynastie zusammengestellt wurde und im Jahr 1615 erschien. Neben Werken der Yuan-Dynastie sind darin auch einige vom Anfang der Ming-Dynastie enthalten. Der Verlag Zhonghua shuju gab sie 1958 in einer modernen Ausgabe heraus. William Dolby merkt in seiner Geschichte des chinesischen Dramas (A History of Chinese Drama) dazu an: 

„Many of the editions he worked upon no doubt contained little or no more than the songs. Nevertheless, he did make them into whole pieces of dramatic literature. Without the activities of Zang and the other late Ming editors our present knowledge of Yuan zaju might have been very sparse indeed, and later Chinese drama would have been deprived of a source of considerable inspiration.“

## Yuanqu xuan waibian
Eine Fortsetzungssammlung dazu, das Yuanqu xuan waibian 元曲选外编 enthält andere bis dahin verstreute 62 Stücke, diese Sammlung erschien erst 1959, ebenfalls im Verlag Zhonghua shuju.